# Uwe Benter

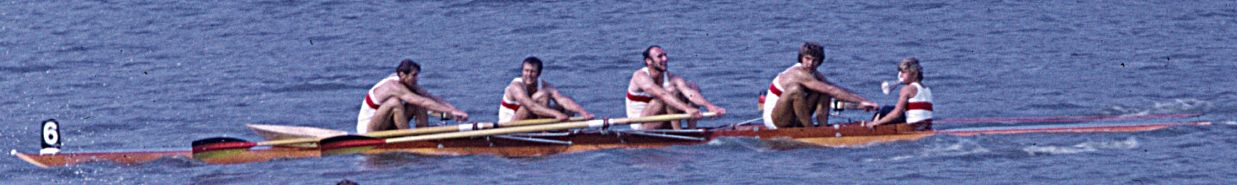
Uwe Benter (erster von rechts) im Jahr 1971

Uwe Benter (* 1. Dezember 1955 in Frankfurt am Main) ist ein ehemaliger deutscher Ruderer. Der Ruderer vom RC Hassia Hanau stieß 1971 zum Bodensee-Vierer.
Neben Schlagmann Peter Berger saßen Hans-Johann Färber, Gerhard Auer und Alois Bierl in diesem Vierer. Wegen der großen Kraftwerte der vier Ruderer wurden sie als der Bullenvierer bekannt. Mit Steuermann Stefan Voncken waren die vier 1969 Europameister und 1970 Weltmeister geworden.
1971 wurde Benter als Steuermann des Achters vom Ruderclub Hansa von 1898 aus Dortmund Deutscher Meister. Vor der Europameisterschaft schied Voncken aus dem Bodenseevierer aus und wurde von Uwe Benter ersetzt. Gemeinsam gewann man die Europameisterschaft 1971.
Das seit Jahren ungeschlagene Boot war haushoher Favorit für die Olympischen Spiele 1972 in München. Am 2. September war die Regattastrecke in Oberschleißheim ausverkauft, doch der Andrang von Besuchern ohne Eintrittskarte war so groß, dass die Zäune nicht standhielten. Der Bullenvierer gewann die erwartete Goldmedaille sicher vor den Booten aus der DDR und der Tschechoslowakei, es sollte das einzige Rudergold für die Bundesrepublik 1972 bleiben. Nach den Olympischen Spielen trennte sich die Besatzung.
Für den Gewinn der Goldmedaille erhielt er – zusammen mit seiner Mannschaft – das Silberne Lorbeerblatt.
Uwe Benters Bruder Lutz Benter war 1968 als Steuermann Olympiateilnehmer im Zweier mit.
Heute lebt Uwe in Frankfurt am Main, ist verheiratet und hat zwei Kinder.